# Amblyseius subtilidentis
Amblyseius subtilidentis är en spindeldjursart som beskrevs av Wolfgang Karg 1993. Amblyseius subtilidentis ingår i släktet Amblyseius och familjen Phytoseiidae. Inga underarter finns listade i Catalogue of Life.